# European Poker Tour 2020
Résultats et tournois de la saison 2020 de l'European Poker Tour.

## Résultats et tournois

### Sotchi
Reporté,

### Monte-Carlo
Reporté,

### Barcelone
Annulé,

### Sotchi

#### Main Event
- Lieu : Sochi Casino and Resort, Sotchi,  Russie[2],[7]
- Prix d'entrée : 175 000 RUB[2],[7]
- Date : Du 6 au 11 octobre 2020[2],[7]
- Nombre de joueurs :  428 (+209)
- Prize Pool : 98 722 260 RUB
- Nombre de places payées :  95

| Place | Nom               | Prix           |
| ----- | ----------------- | -------------- |
| 1er   | Ruslan Bogdanov   | 15 984 500 RUB |
| 2e    | Viktor Tkachenko  | 14 490 000 RUB |
| 3e    | Gleb Ershov       | 8 312 500 RUB  |
| 4e    | Sergey Aristov    | 6 367 900 RUB  |
| 5e    | Egor Turubanov    | 5 044 900 RUB  |
| 6e    | Vladislav Naumov  | 3 929 100 RUB  |
| 7e    | Nikita Kuznetsov  | 2 863 000 RUB  |
| 8e    | Alexander Denisov | 1 956 500 RUB  |

#### High Roller
- Lieu : Sochi Casino and Resort, Sotchi,  Russie[2],[8]
- Prix d'entrée : 371 000 RUB[2],[8]
- Date : Du 9 au 11 octobre 2020[2],[8]
- Nombre de joueurs :  76 (+14)
- Prize Pool : 30 555 000 RUB
- Nombre de places payées :  13

| Place | Nom                | Prix          |
| ----- | ------------------ | ------------- |
| 1er   | Yakov Fokin        | 8 113 000 RUB |
| 2e    | Pavel Kireev       | 5 637 100 RUB |
| 3e    | Arsenii Karmatckii | 3 727 500 RUB |
| 4e    | Vyacheslav Balaev  | 2 919 000 RUB |
| 5e    | Dmitry Belousov    | 2 352 700 RUB |
| 6e    | Andrey Chernokoz   | 1 833 300 RUB |
| 7e    | Viktor Kudinov     | 1 451 100 RUB |
| 8e    | non connu          | 1 130 500 RUB |

### EPT ONLINE I
- Lieu : PokerStars[9]
- Prix d'entrée : 5 200 USD
- Date : Du 15 au 18 novembre 2020
- Nombre de joueurs :  924 (+380)
- Prize Pool : 6 520 000 USD
- Nombre de places payées :  159

| Place | Nom                               | Prix          |
| ----- | --------------------------------- | ------------- |
| 1er   | Anton "WhatIfGod" Bergstrom       | 1 019 082 USD |
| 2e    | Timothy "Tim0thee" Adams          | 728 633 USD   |
| 3e    | David "MissOracle" Yan            | 520 966 USD   |
| 4e    | "tikidiii"                        | 372 485 USD   |
| 5e    | Viacheslav "VbV1990" Buldygin     | 266 323 USD   |
| 6e    | Enio "Bozzano JNR" Bozzano        | 190 419 USD   |
| 7e    | Andreas "daskalos20" Christoforou | 136 147 USD   |
| 8e    | Jon "apestyles" Van Fleet         | 97 344 USD    |